# Исакулов, Мирзамидин
Мирзамидин Исакулов — советский узбекистанский хозяйственный деятель, Герой Социалистического Труда.

## Биография
Родился в 1925 году на территории современной Джизакской области Узбекистана. Член КПСС с 1953 года.
В 1951—1985 — бригадир колхоза «Узбекистан» Гулистанского района Сырдарьинской области.
Указом Президиума Верховного Совета СССР от 20 февраля 1978 года присвоено звание Героя Социалистического Труда с вручением ордена Ленина и золотой медали «Серп и Молот».
Жил в Сырдарьинской области Узбекистана.

## Награды и звания
- Герой Социалистического Труда (20.02.1978)
- Орден Ленина (14.12.1972, 20.02.1978)
- Орден Трудового Красного Знамени (08.04.1971)